# Schlacht um Hügel 881
Schlacht um Tua Hai (1960) – Schlacht um Ap Bac (1963) – Schlacht von Nam Dong (1964) – Tonkin-Zwischenfall (1964) – Operation Flaming Dart (1965) – Operation Rolling Thunder (1965–68) – Schlacht von Dong Xoai (1965) – Schlacht im Ia-Drang-Tal (1965) – Operation Crimp (1966) – Operation Hastings (1966) – Schlacht von Long Tan (1966) – Operation Attleboro (1966) – Operation Cedar Falls (1967) – Schlacht um Hügel 881 (1967) – Schlacht bei Dak To (1967) – Schlacht um Khe Sanh (1968) – Tet-Offensive (1968) – Schlacht um Huế (1968) – Operation Speedy Express (1968/69) – Operation Dewey Canyon (1969) – Schlacht am Hamburger Hill (1969) – Operation Menu (1969/70) – Operation Lam Son 719 (1971) – Schlacht um FSB Mary Ann (1971) – Schlacht um Quảng Trị (1972) – Operation Linebacker (1972) – Operation Linebacker II (1972) – Schlacht von Xuan Loc (1975) – Operation Frequent Wind (1975)
Die Schlacht um Hügel 881 (April bis Mai 1967) wurde zwischen der Vietnamesischen Volksarmee (VVA) und dem US Marine Corps ausgetragen und in der Militärgeschichte unter der Bezeichnung „Hügelgefechte“ bekannt.

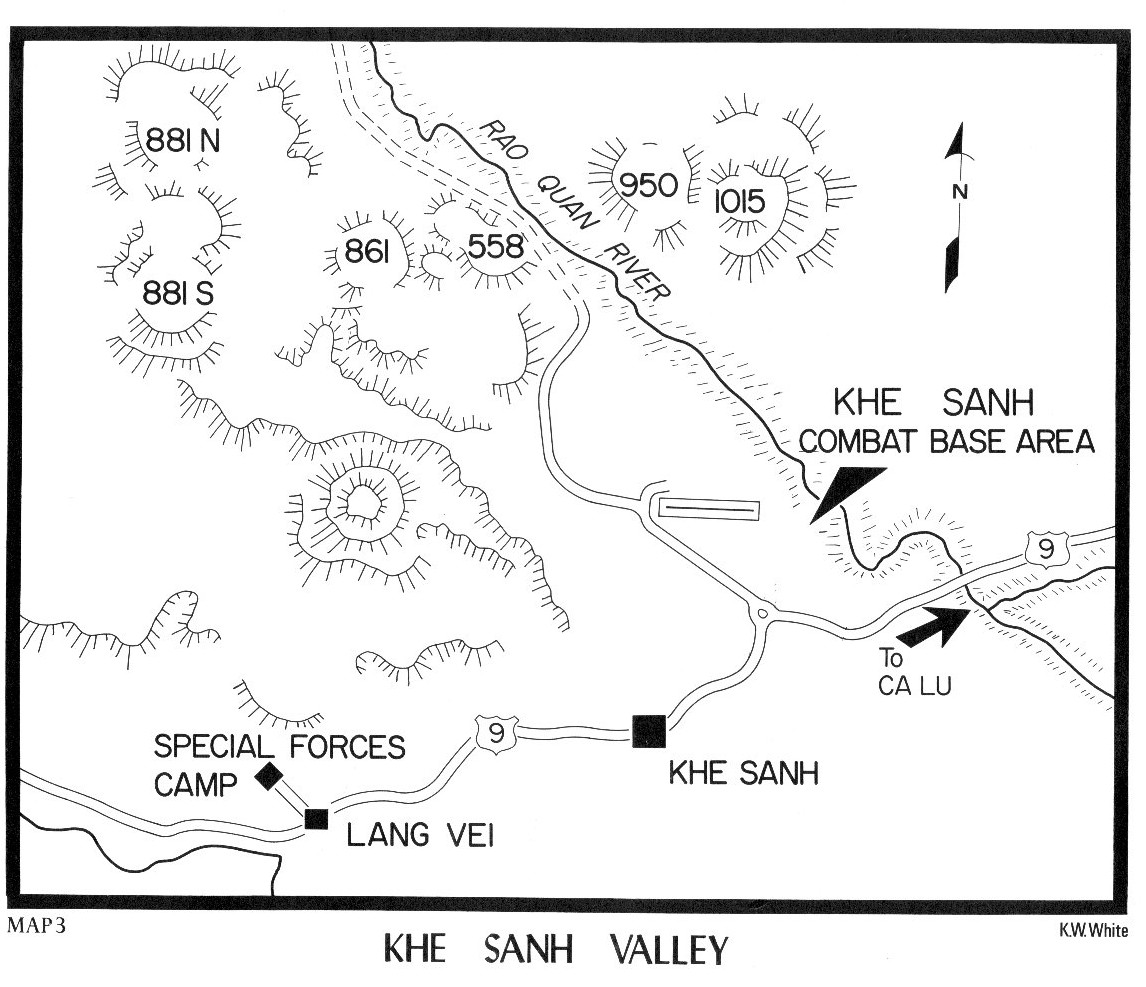
Die strategisch bedeutsamen Hügel nahe der Khe Sanh Combat Base

Schauplatz der Kämpfe waren die strategisch bedeutsamen Hügel 881 Nord und 881 Süd nördlich von Khe Sanh. Dies waren zwei schwer zugängliche, dicht mit Bergregenwald, Elefantengras und Bambusdickicht bewachsene Vulkankegel, die nur über schmale Pfade der Montagnards erschlossen waren.
Bereits vorher war in der Operation Scotland versucht worden, die beiden Hügel zu nehmen, was jedoch wegen unzureichender Truppenstärke und mangelnder Vorbereitung gescheitert war.
Im April 1967 bekamen zwei Bataillone der Marines mit ca. 1.400 Mann unter Oberst John P. Lanigan den Auftrag, Feindkräfte der VVA in ihren Hügelstellungen zu binden und an der Eroberung Khe Sans zu hindern. Zudem sollte die VVA nicht in die Lage kommen, auf den Hügeln Artilleriestellungen zu errichten und Khe San unter Feuer zu nehmen. Dennoch gelang es der VVA, auf Hügel 881 N kurzzeitig 122 mm Feldgeschütze in Stellung zu bringen und Granaten bis nach Khe San abzufeuern. Lanigan hatte bereits im Zweiten Weltkrieg in der Schlacht um Okinawa gekämpft, die Mehrzahl seiner Soldaten hatte jedoch noch keinerlei Kampferfahrung. Die Nordvietnamesen erwarteten den Angriff in gut ausgebauten Bunkerstellungen, die in der tropischen Vegetation von den amerikanischen Spähern nicht aufgeklärt werden konnten. Am Ostersonntag dem 3. April 1967 griff das 3. Bataillon der 26. Marines Hügel 881 N an und wurde in anhaltende und erbittert geführte Kämpfe verwickelt. Hügel 881 S wurde vom 18. Regiment der kampferprobten 325 VVA C-Division verteidigt. Als die Marineinfanteristen den Hügelrücken erreichten, wurden sie von der VVA zangenartig von mehreren Seiten bekämpft. Dabei erlitten v. a. die K- und M-Kompanie der 3. Marines schwerste Verluste.
Stoßangriffe der VVA überrannten kleinere amerikanische Einheiten, was die Marines zwang, zur Entlastung und Unterstützung Luftangriffe anzufordern. B-52 Bomber warfen daraufhin über 3.250 Tonnen Spreng- und Brandbomben über den beiden Hügeln ab, mehr als über jedes andere Einzelziel während des Vietnamkrieges. Das schwere Bombardement verwandelte beide Hügel in Mondlandschaften aus Bombentrichtern und rotem Lehm, der sich bei tropischen Wolkenbrüchen in fast unüberwindbaren Morast verwandelte.
In der Schlacht zeigten sich eklatante Mängel in der US-Taktik und der Ausrüstung, insbesondere dem störanfälligen M16 Sturmgewehr, welches das M14 als Handfeuerwaffe der Marines ablöste bzw. bereits abgelöst hatte. Der Sturmangriff der Marines auf die beiden Hügel forderte 155 Gefallene und 455 Verwundete auf amerikanischer Seite. Die in ihren Stellungen eingegrabenen Nordvietnamesen verloren über 900 Soldaten und mussten sich kurzzeitig nach Laos zurückziehen. Marineinfanteriegeneral Victor „Brute“ Krulak bezeichnete die Hügelkämpfe als bis dahin härtesten Kampfhandlungen im Vietnamkrieg.
Die Hügelgefechte führten zur Schlacht um Khe Sanh.